# Francisco Prieto
Francisco Javier Prieto Caroca (* 1. Juli 1983 in Antofagasta) ist ein ehemaliger chilenischer Fußballtorwart.

## Vereinskarriere
Francisco Prieto begann seine Jugend bei Schulturnieren und spielte dann in der Jugend des CSD Minera Escondida. 2000 wechselte er in die Jugend des CD Huachipato. Sein Debüt gab Prieto schließlich im November 2001 bei Fernández Vial in der Primera B. Nach seinem Wechsel 2004 zu den Santiago Wanderers musste er bis zur Clausura warten, bis er erstmals beim neuen Verein im Tor stehen durfte, danach gab er seinen Stammplatz nicht mehr her. Nach Vertragsende spielte Prieto eine Saison für CD Cobreloa und ging dann im Januar 2009 zum CSD Colo-Colo, wo er einen Dreijahresvertrag unterschrieb. Diesen verlängerte er 2011 nochmals um drei Jahre.
2013 verlor Prieto seinen Platz in der ersten Elf an Eduardo Lobos, der neu verpflichtet wurde. Im Juli 2013 wechselte Prieto auf Leihbasis zum spanischen Zweitligisten CD Mirandés und blieb auch nach seiner Leihe fest in Spanien bei SD Ponferradina.
Nach der Zeit in Spanien kehrte er in seine Heimat Chile zurück, wo er fortan für San Antonio Unido in der Segunda División das Tor hütete. Nach guten Leistungen wechselte Prieto im Juli 2017 zum Primera-B-Klub CD Cobresal. Dort beendete Prieto 2018 seine Karriere mit dem Aufstieg in die erste Liga.

## Nationalmannschaft
In der A-Nationalmannschaft Chiles absolvierte Francisco Prieto sein einziges Länderspiel im Mai 2007 gegen Kuba. Beim 3:0-Erfolg im Freundschaftsspiel spielte Prieto über die volle Distanz. 2012 wurde er erneut für die Nationalmannschaft im Rahmen von Qualifikationsspielen für die Fußball-Weltmeisterschaft 2014 nominiert, kam aber nicht zum Einsatz.

## Erfolge
Colo-Colo
- Chilenischer Meister: 2009-C